# 高野太郎
高野 太郎（たかの たろう、1940年 - 2001年10月）は、ギタリスト、歌手。

## 生涯
福島県立郡山工業高校卒業後に、東北電力に就職する。アタウアルパ・ユパンキのフォルクローレに惹かれ、1960年、アルゼンチンに渡る。当地で、実際に、アタウアルパ・ユパンキ本人と出会う。
日本に戻りしばらくの後、1975年、東京都港区六本木に、タンゴとフォルクローレのライブ演奏も行われるアルゼンチン料理の店『六本木カンデラリア』を開業する。営業日にタンゴの生演奏が聴けるタンゲリアとしての『六本木カンデラリア』は、日本においても、注目を浴びていた。日本において、アルゼンチンのフォルクローレの認知度を高める。『ガウチョ・ハポネス』(Gucho japonés、日本のガウチョ)というあだ名がある。アルゼンチンの牧童であるガウチョの文化を、日本に紹介する。アルゼンチンにもよく訪問し、アルゼンチン当地でプロのフォルクローレ歌手としてのライブもこなす。日本におけるフォルクローレおよびタンゴの発展に、大きく貢献する。1998年、アタウアルパ・ユパンキを偲びフォルクローレのライブが開かれる河口湖ユパンキ祭の開催に貢献する。
2001年10月に死去する。享年、61である。なお、『六本木カンデラリア』は、オーナーの高野太郎の闘病生活中の2001年に、閉店する。

## 著書
- 大草原の吟遊詩人 情報センター出版局 1992年 ISBN 978-4795813021

共著
- チョンタルの詩―メキシコ・インディオ古謡  荻田政之助 誠文堂新光社 1981年 B000J7TYYM